# Alessio Valsecchi
Alessio Valsecchi (Bergamo, 25 aprile 1992) è uno scacchista italiano, Grande Maestro e allenatore Fide, Campione italiano nel 2020.
È stato cinque volte Campione italiano a squadre e ha vinto un campionato italiano individuale. Ha partecipato ad un'Olimpiade degli scacchi con la nazionale italiana, con la quale vanta cinque convocazioni.

## Biografia
Cresciuto al circolo Excelsior di Bergamo, Valsecchi ha ottenuto per due volte il successo ai campionati nazionali nelle categorie giovanili ed è stato il sedicesimo scacchista italiano a ottenere il titolo di Grande Maestro Internazionale.
Ha vinto due campionati italiani giovanili e cinque campionati italiani a squadre, tutti con la Obiettivo Risarcimento Padova. Vanta numerose presenze con la nazionale italiana sia a livello giovanile che assoluto.

## Carriera

### Giovanili
Nel 2004 ha rappresentato l'Italia ai Campionati Europei Juniores (under 12).
Nel 2008 ha rappresentato l'Italia ai Campionati Europei Juniores (under 16). Si laurea campione italiano Under 18 al campionato italiano Under 20 di Bratto.
Nel 2010 si laurea campione italiano Under 18 per la seconda volta a Bratto, vince il campionato italiano studentesco con il Liceo Mascheroni di Bergamo.
Nel 2012 ha preso parte al campionato mondiale juniores.

### Primo titolo italiano a squadre
Membro dei Campionati Europei individuali 2011, 2012, 2016 e 2019. 
Partecipante ai Campionati Europei Blitz e Rapid 2017 e 2018.
Nel 2009 si laurea per la prima volta campione italiano a squadre con la Obiettivo Risarcimento Padova, nelle finali Master di Senigallia.
Nel 2010 vince per la seconda volta il campionato nazionale a squadre con la Risarcimento Padova, nella finale di Arvier.

### Maestro Internazionale
Nel 2012 ottiene il titolo di Maestro Internazionale al Trofeo Edoardo Crespi di Milano.
Nel 2013 vince per la terza volta il campionato nazionale a squadre a Bratto ancora una volta con la Obiettivo Risarscimento Padova.
Nel 2014 viene nominato allenatore FIDE e si laurea vice-campione italiano a squadre con la Fischer Chieti nella finale Master di Condino.
Nel 2017 ottiene la medaglia d'argento ai Campionati Italiani Assoluti (CIA 2017) di Cosenza.
Nel 2018 viene convocato nella rappresentativa della nazionale italiana alle Olimpiadi degli scacchi.

### Grande Maestro
Nel 2019 ha conseguito il titolo di grande maestro grazie alla terza norma ottenuta alla Rilton Cup di Stoccolma del 2018/19. Si è laureato per la quarta volta campione italiano a squadre a Bressanone. Fu il quarto titolo nazionale vinto con Padova.
Nel 2020 in ottobre ha vinto l'Open Internazionale delle Dolomiti Forni di Sopra. In novembre si è laureato campione italiano per la prima volta, battendo in finale il Maestro Internazionale Lorenzo Lodici nella prima edizione del Campionato Italiano Assoluto Online organizzato dalla FSI. Il torneo fu disputato in parziale sostituzione del tradizionale Campionato Italiano Assoluto, annullato a causa della seconda ondata della pandemia mondiale di Coronavirus in Italia.
Nel giugno 2024 conclude primo a pari punti 6,5 su 8, nel torneo di Cēsis, ma superato per spareggio tecnico dal giovane lettone Gleb Pidluznij.

### Nazionale
Con la nazionale italiana ha partecipato alle Olimpiadi degli scacchi del 2018, al Campionato europeo a squadre del 2019 e del 2021 e ai tornei a squadre della Coppa Mitropa nel 2016, 2017 e 2018.

## Statistiche
Il punteggio massimo ottenuto nell'Elo Fide è di 2537, 5° tra gli italiani, raggiunto nel settembre 2021. 